# Joseph of Chauncy
Joseph of Chauncy (auch Cancy) (* vor 1213; † nach 1283) war ein englischer Ordensritter. Von 1273 bis 1280 oder 1281 war er Großprior des Johanniterordens in England, dazu war er von 1273 bis 1280 königlicher Treasurer.

## Herkunft und Aufstieg zum Schatzmeister des Johanniterordens
Joseph of Chauncy war ein jüngerer Sohn einer anglonormannischen Adelsfamilie, die Besitzungen in Yorkshire und Lincolnshire besaß. Vor 1233 trat er in den Johanniterorden ein. Nach 1233, doch spätestens 1238 kam er in die Johanniterniederlassung von Akkon in Palästina. Vor 1248 wurde er Schatzmeister des Ordens und Mitglied des Ordenskapitels. In dieser Zeit wurden die christlichen Kreuzfahrerstaaten in Palästina von den muslimischen Reichen zurückgedrängt. 1270 unternahm deshalb der englische Thronfolger Lord Eduard einen Kreuzzug zur Unterstützung der bedrängten Kreuzfahrerstaaten. Um die hohen Kosten dafür aufzubringen, musste sich Eduard große Summen Geld leihen. Für einen Teil des Geldes bürgte der Johanniterorden, dabei kam Eduard wahrscheinlich mit Chauncy in Kontakt. Um 1271 legte Chauncy das Amt des Schatzmeisters des Ordens nieder.

## Großprior von England und königlicher Treasurer
Noch während Eduard auf der Rückreise von seinem Kreuzzug war, erfuhr er, dass er nach dem Tod seines Vaters nun englischer König geworden war. Noch vor seiner Rückkehr nach England ernannte er im Oktober 1273 Chauncy zu seinem neuen Treasurer, der dazu Großprior des Ordens in England wurde. Während Eduard jedoch zunächst noch nach Frankreich reiste, kehrte Chauncy nun nach England zurück. Für März bis September 1274 erhielt er einen königlichen Schutzbrief für eine Auslandsreise, vermutlich nahm er am Konzil in Lyon teil. Bereits im Frühjahr 1273 hatte er während des Jahrmarkts in Provins Schulden des Königs bei ausländischen Kaufleuten beglichen, vor 1275 beglich er an einem weiteren, Myli genannten Ort weitere Schulden. Während des Parlaments in Westminster im April 1275 beschloss das Parlament einen Zoll auf Wollexporte. Der Vorschlag dazu kam von Chauncy, der jedoch eine Idee des italienischen Kaufmanns Poncius de Ponto aufgriff. Der Zoll wurde in den Häfen direkt von italienischen Kaufleuten erhoben. Die Einkünfte aus dem Zoll, die bis 1279 jährlich etwa £ 10.000 betrugen, wurden direkt mit den Schulden verrechnet, die die Krone gegenüber den italienischen Kaufleuten hatte. Während Chauncys Amtszeit als Treasurer wurden dazu die englischen Juden noch weiter belastet. Am 9. Dezember 1273 ordnete er an, dass alle englischen Juden in die Hauptorte der Grafschaften kommen und dort bis Ostern 1274 bleiben sollten. Bei Nichterscheinen drohte er ihnen die Todesstrafe sowie Enteignung an, vermutlich forderte er von den Juden eine hohe Steuer, die Tallage ein. Das 1275 erlassene Statute of Jewry verbot jüdischen Geldverleihern, Wucherzinsen zu erheben. Im Vorfeld der Münzreform von Eduard I. wurden zwischen 1278 und 1279 allein in London 29 Christen, aber 269 Juden wegen angeblicher Münzverschlechterung hingerichtet. Inwieweit Chauncy für diese Politik mit verantwortlich war, kann nicht belegt werden. Er war vor allem wohl ein fähiger Verwalter, gehörte aber auch zu den ranghöchsten Beamten des Reiches. Somit hatte er engen Kontakt zum König, der auch von seiner antijüdisch eingestellten Frau Eleonore von Kastilien, von seiner Mutter Eleonore von der Provence und von seinem Kanzler Robert Burnell in dieser Haltung bestärkt wurde. Chauncy selbst betätigte sich gegenüber Christen in kleinem Umfang selbst als Geldverleiher. Als Großprior des Johanniterordens ließ er in der Niederlassung des Ordens in Clerkenwell eine Kapelle errichten.

## Rückkehr ins Heilige Land
Auch in England beschäftigte sich Chauncy, ebenso wie der König, mit der Frage, wie den bedrängten Kreuzfahrerstaaten im Heiligen Land zu helfen sei. Um 1280 legte er seine Ämter als Treasurer und als Großprior von England nieder und kehrte nach Akkon zurück. In Briefen berichtete er Eduard I. von der Lage vor Ort. 1281 verfasste er einen ausführlichen Bericht über den Sieg der Mamlucken über die Mongolen in der Schlacht von Homs. Noch 1283 schilderte er in einem Brief an Eduard I. die schwierige Situation der Christen im Heiligen Land. Sein Todesjahr ist unbekannt.